# Vale of White Horse
Vale of White Horse är en dal i Storbritannien.   Den ligger i riksdelen England, i den södra delen av landet, 100 km väster om huvudstaden London. Arean är 579 kvadratkilometer.